# Cork Celtic Football Club
Il Cork Celtic Football Club è stata una società calcistica avente sede a Cork, in Irlanda, attiva dal 1959 fino al 1979.
Nei suoi venti anni di attività ha sempre partecipato alla massima serie del campionato irlandese vincendo un campionato nella stagione 1973-1974.

## Storia
Il club nacque nel 1959 quando l'Evergreen United (squadra fondata nel 1951) cambiò il proprio nome in Cork Celtic. La squadra, che instaurò una rivalità con il Cork Hibernians, si impose subito come club di alta classifica, arrivando secondo in due edizioni della Coppa d'Irlanda ed esordendo in Coppa delle Coppe nella stagione 1964-65, dove uscì al primo turno.
Nel 1974 la squadra centrò il suo primo titolo nazionale vincendo il campionato irlandese grazie ai gol di Alfie Hale e Bobby Tambling, quest'ultimo ex giocatore del Chelsea con all'attivo tre presenze in nazionale inglese. Nei cinque anni successivi alla vittoria del campionato la squadra non ottenne più rilevanti risultati in campionato, ma acquisì notorietà grazie agli ingaggi di ex campioni sul viale del tramonto come George Best (che giocò solo tre partite nella stagione 1975-76 senza peraltro lasciare il segno), Geoff Hurst (che segnò tre gol in un mese di permanenza nel 1976) e Uwe Seeler (che giocò una sola partita nella stagione 1977-78 contro lo Shamrock Rovers segnando una doppietta). Il club si sciolse definitivamente al termine della stagione 1978-79, dopo aver concluso il campionato all'ultimo posto.

## Calciatori celebri
Uwe Seeler
George Best

## Palmarès

### Competizioni nazionali
- Campionato irlandese: 1

1973-1974
- League of Ireland Shield: 1

1960-1961
- Top Four Cup: 2

1959-1960, 1973-1974

### Competizioni regionali
- Dublin City Cup: 1

1961-1962

### Altri piazzamenti
- Campionato irlandese:

Secondo posto: 1953-1954, 1958-1959, 1959-1960, 1961-1962
Terzo posto: 1957-1958, 1967-1968
- Coppa d'Irlanda:

Finalista: 1952-1953, 1963-1964, 1968-1969